# Heteropoda maxima
Heteropoda maxima este o specie de păianjeni din genul Heteropoda, familia Sparassidae, descrisă de Jäger în anul 2001.
Este endemică în Laos. Conform Catalogue of Life specia Heteropoda maxima nu are subspecii cunoscute.